# (47077) Yuji
(47077) Yuji est un astéroïde de la ceinture principale.

## Description
(47077) Yuji est un astéroïde de la ceinture principale. Il fut découvert le 16 décembre 1998 à Kuma Kogen par Akimasa Nakamura. Il présente une orbite caractérisée par un demi-grand axe de 3,18 UA, une excentricité de 0,05 et une inclinaison de 4,3° par rapport à l'écliptique.

## Compléments